# Moieciu
Moieciu là một xã thuộc hạt Brașov, România. Dân số thời điểm năm 2002 là 4805 người.